# Banconyx dentichelis
Banconyx dentichelis is een hooiwagen uit de familie Assamiidae. De wetenschappelijke naam van Banconyx dentichelis gaat terug op Lawrence.